# كمدة
كمدة (الوسيطا قديماً). تقع في محافظة وادي الدواسر، والتابعة لمنطقة الرياض في السعودية. [1] وتبعد كمدة عن محافظة وادي الدواسر بمسافة تقارب (20) كم، وعن السليل حوالي اربعين كيلو مترا تقريباً، وهي معروفة بمزارعها.
ويسكنها قبيلة الحقبان الدواسر ،

## التاريخ
يحيط بقرية كمدة سور تهدم أكثر أجزائه وفي زواياه أربعة أبراج للمراقبة ولم يتبق منها سوى برج الحاطة في الزاوية الجنوبية الغربية وبه فتحات مزاغير للحماية والرماية.
كما توجد بالمنطقة آثار قصور متناثرة بين الأشجار وتدل على فترات زمنية متعاقبة لأكثر من 500 عام وقد طمرتها الرمال مثل حصون أم الريعان جنوب غرب كمدة و حصون القردان غرب كمدة. 